# Рачки (Білоцерківський район)
Ра́чки — село в Україні, у Володарській селищній громаді Білоцерківського району Київської області. Розташоване на правому березі річки Рось (притока Дніпра) за 7,5 км на південний захід від смт Володарка. Населення становить 214 осіб.

## Назва
Назва походить від великої кількості раків[де саме?].

## Історія
Під час Голодомору 1932—1933 року в селі померло 178 осіб. 
Під час Другої Світової війни загинуло 59 жителів села Рачки. 15 було вивезено на каторжні роботи до Німеччини. Під час окупації в околицях села діяв партизанський загін.

## Відомі люди
- Кіндзельський Леонід Петрович — український онколог — радіолог. Доктор медичних наук, професор. Заслужений діяч науки та техніки України. «Людина ХХ сторіччя» 1996 року. «Лікар року — найкращий онколог світу» 1995 року.

## Галерея

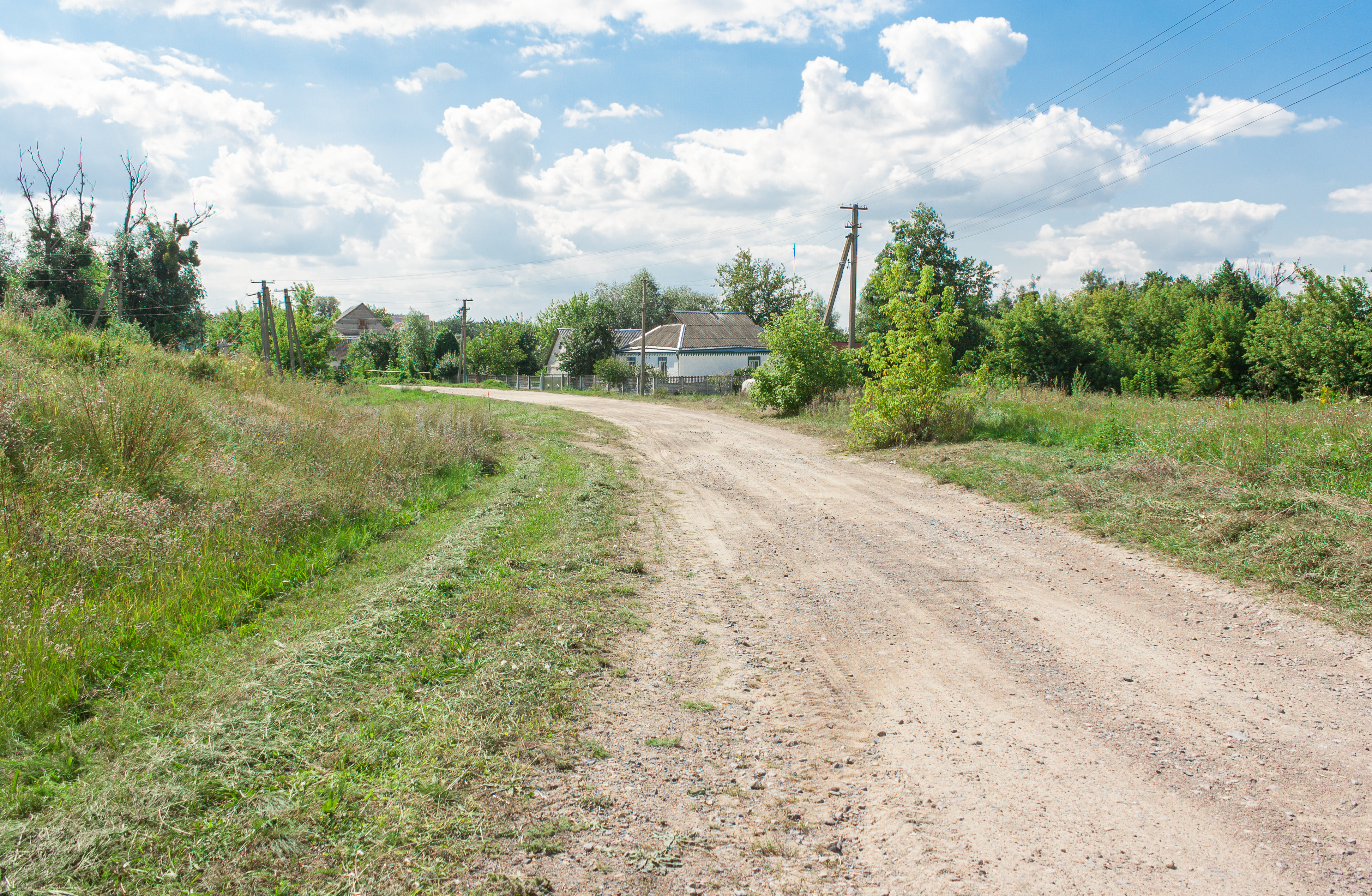
Головна вулиця
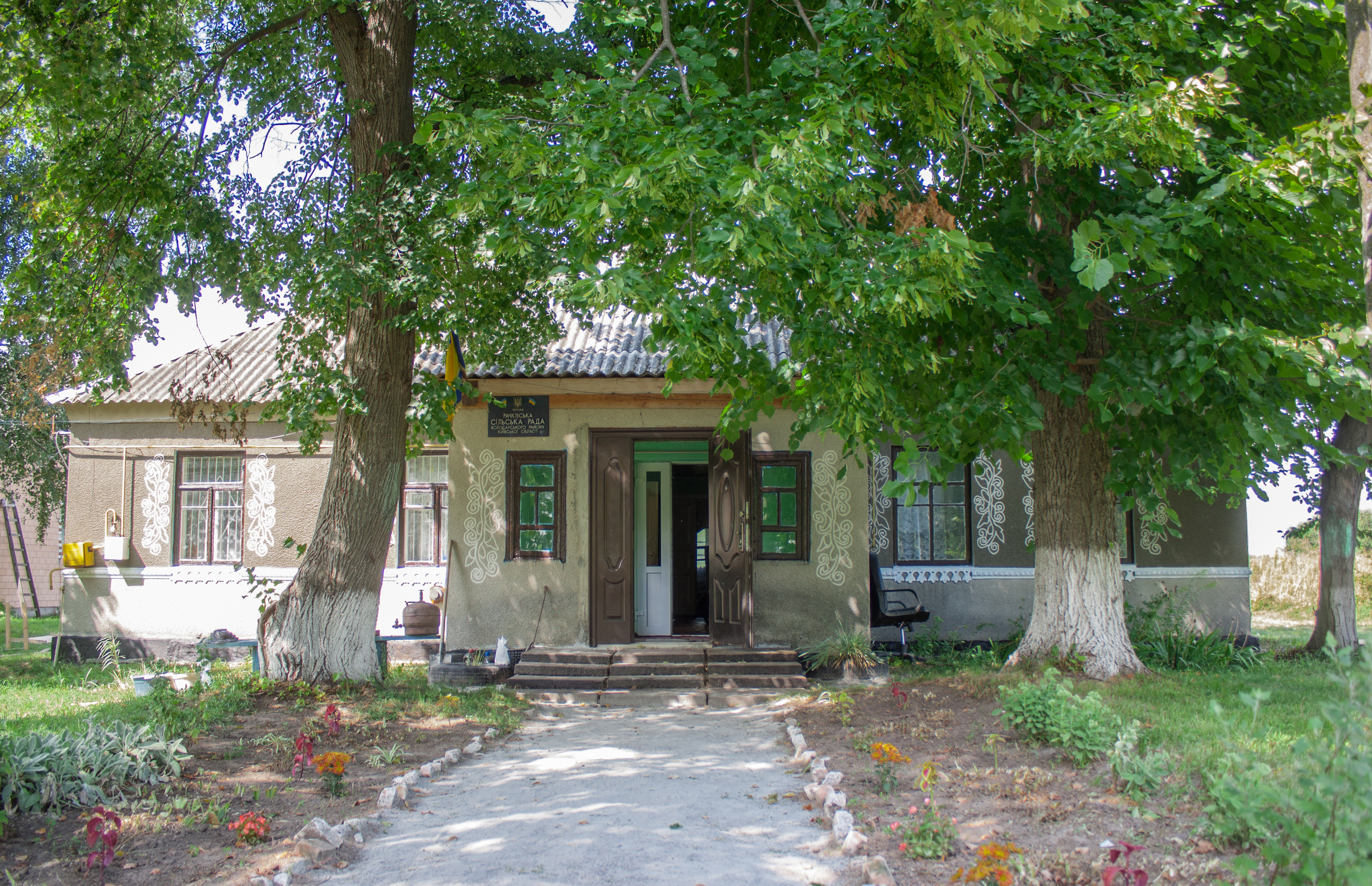
Сільська рада
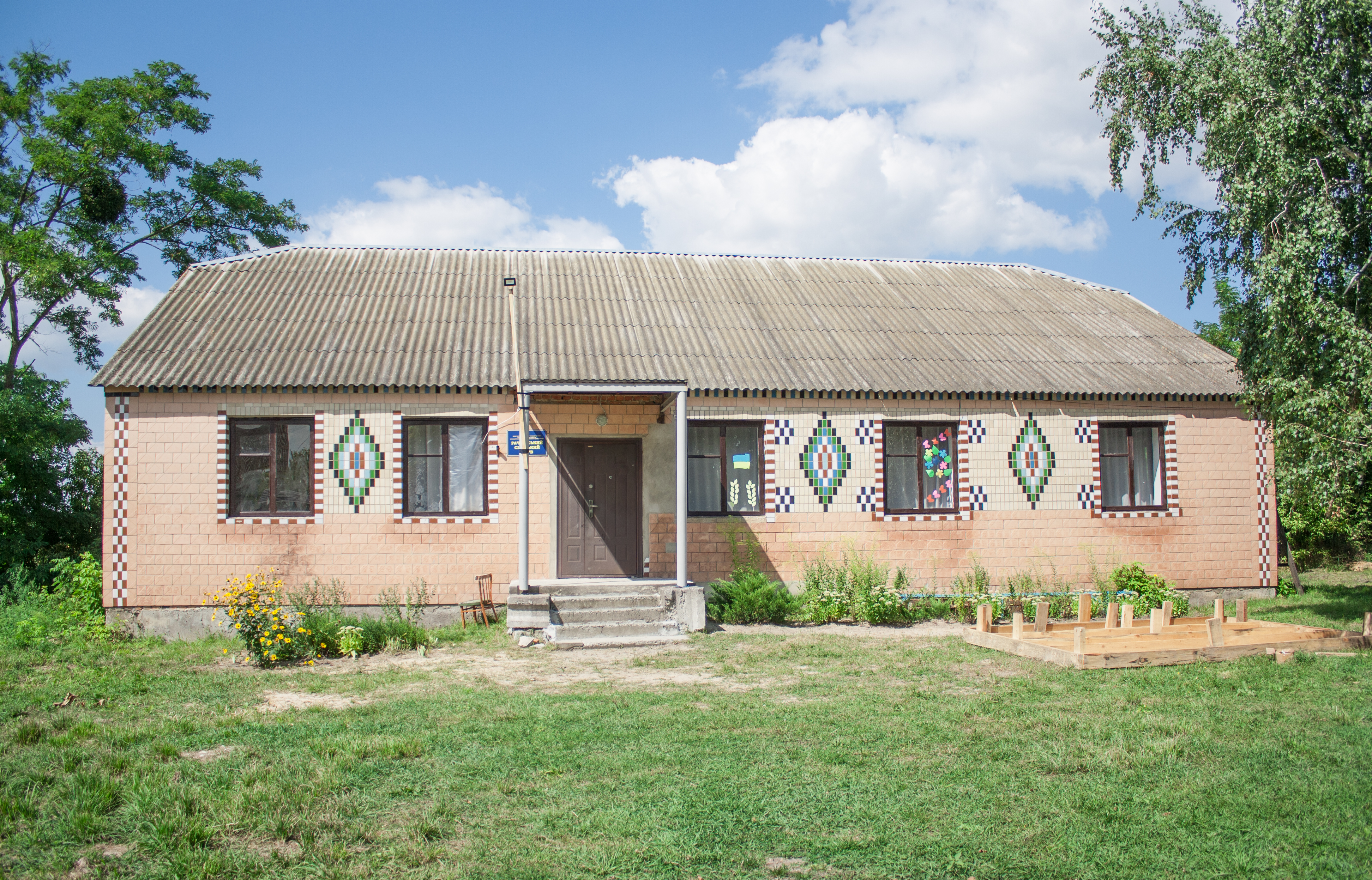
Клуб
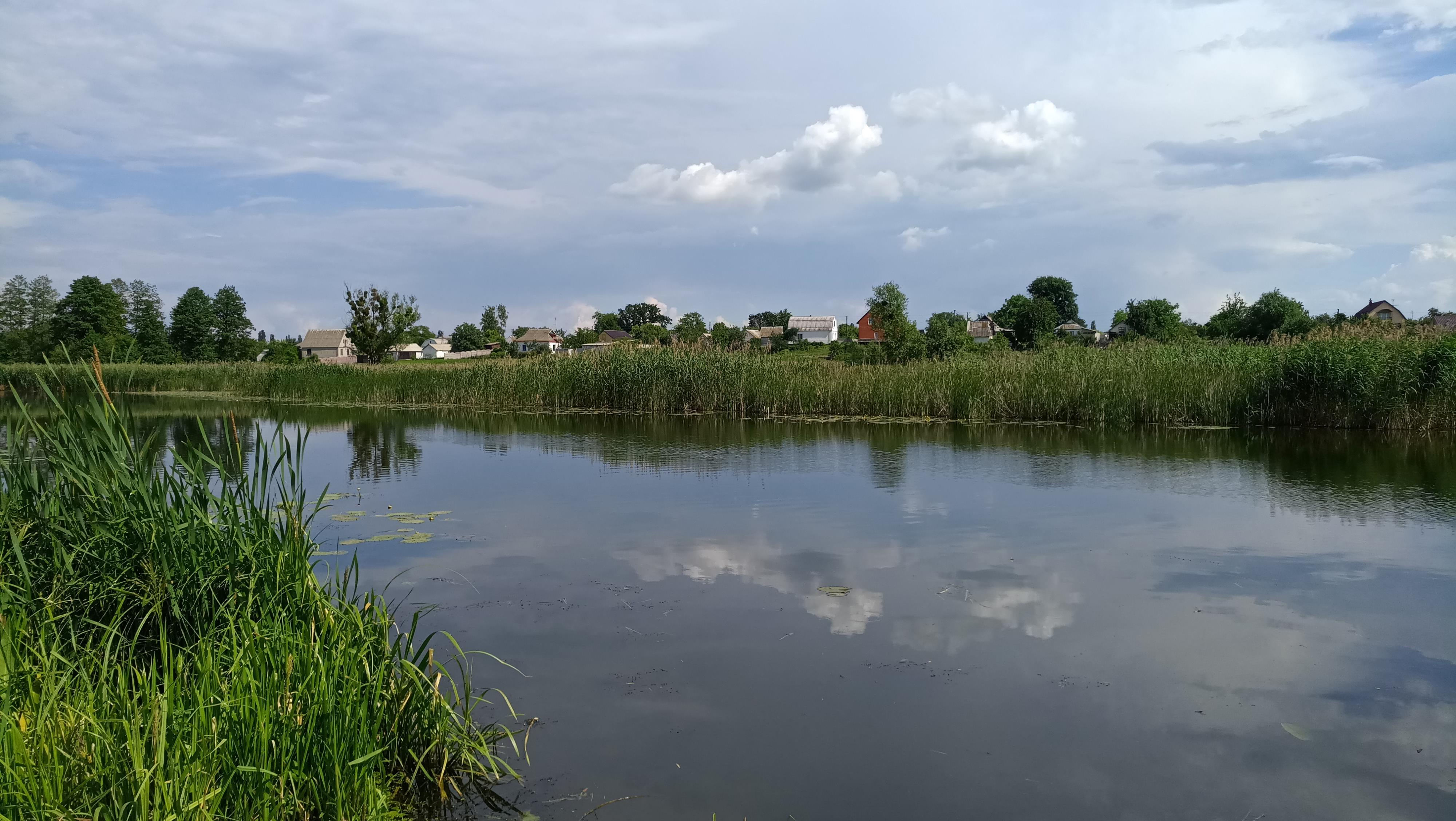
Річка Рось
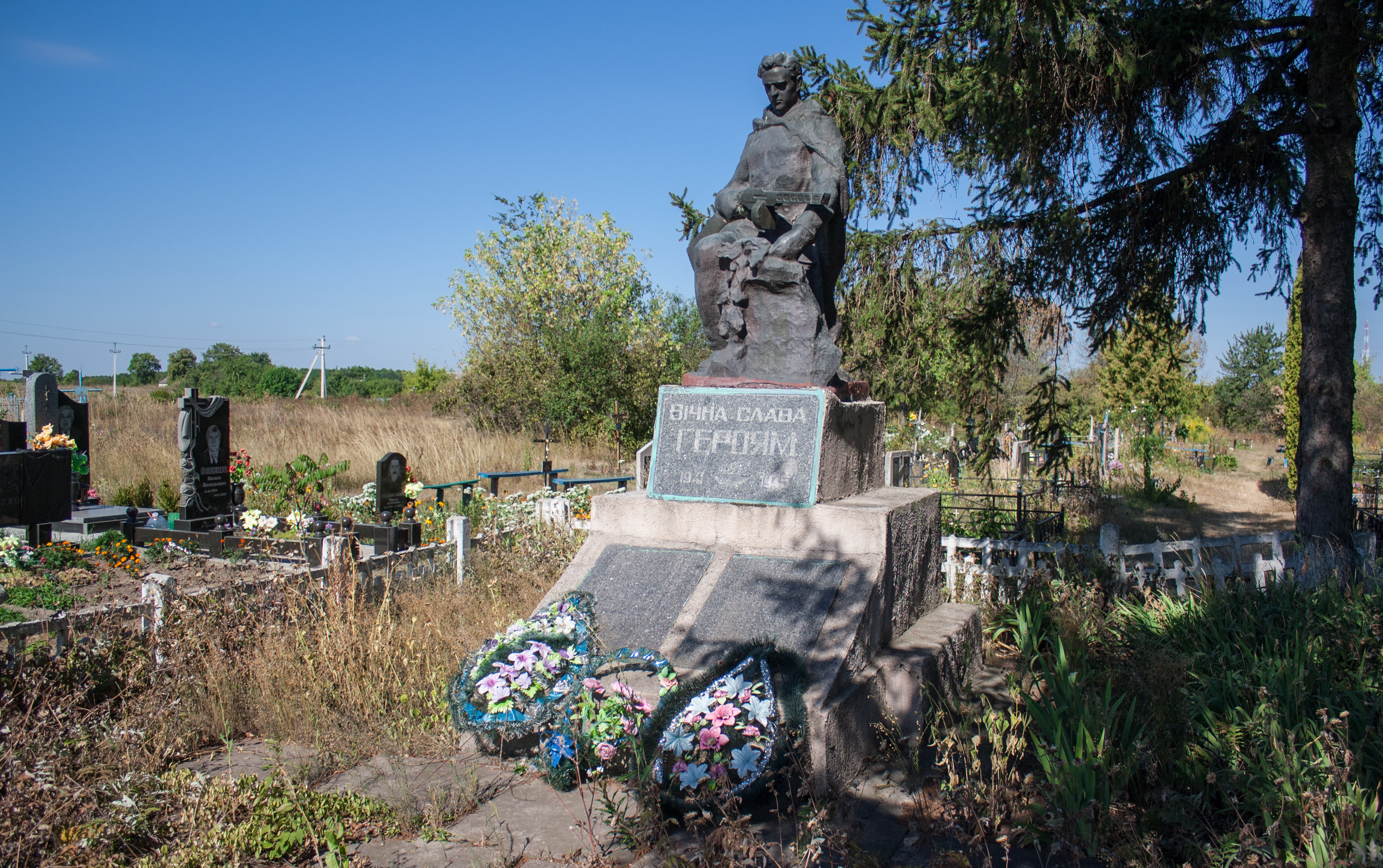
Пам'ятник воїнам-односельцям